# テュルサンワイン
テュルサン(Tursan)とは、本来はアキテーヌ地域圏ランド県南部を指す地域名である。現在は、ワインの産地名として用いられている。

## テュルサンAOC
テュルサンは、ランド県南部の39か村と、県境を越えたジェール県北西部の2か村、併せて4000ヘクタールのぶどう畑で作られるワインである。1958年7月11日にAOCよりやや規制の緩いVDQSワインの指定を受け、2003年2月26日に更新されているが、2011年、VDQS規格の廃止により、AOCに昇格した。
赤・ロゼ・白があり、赤ワインは、マディランなどでも使用されている、ピレネー地方の固有品種であるタナ種を中心に、カベルネ・ソーヴィニョン、カベルネ・フランなどが混醸されて作られ、フローラル系の香りのある、かなりボディーのしっかりしたワインである。ロゼワインも使用されているぶどう品種はほぼ同じで、味わいは辛口である。
白ワインは、バロックという、この地方特有の品種で作られており、やや重い辛口のワインが多い。
生産量は比較的多いが、AOCに昇格したばかりのこともあり、大半は地元で日常消費用にされており、日本ではあまり見かけない。
ディアムボディーである。まだAOCになっていないこともあり、やや大味なものも多い。